# Gymnasium Philippinum Weilburg

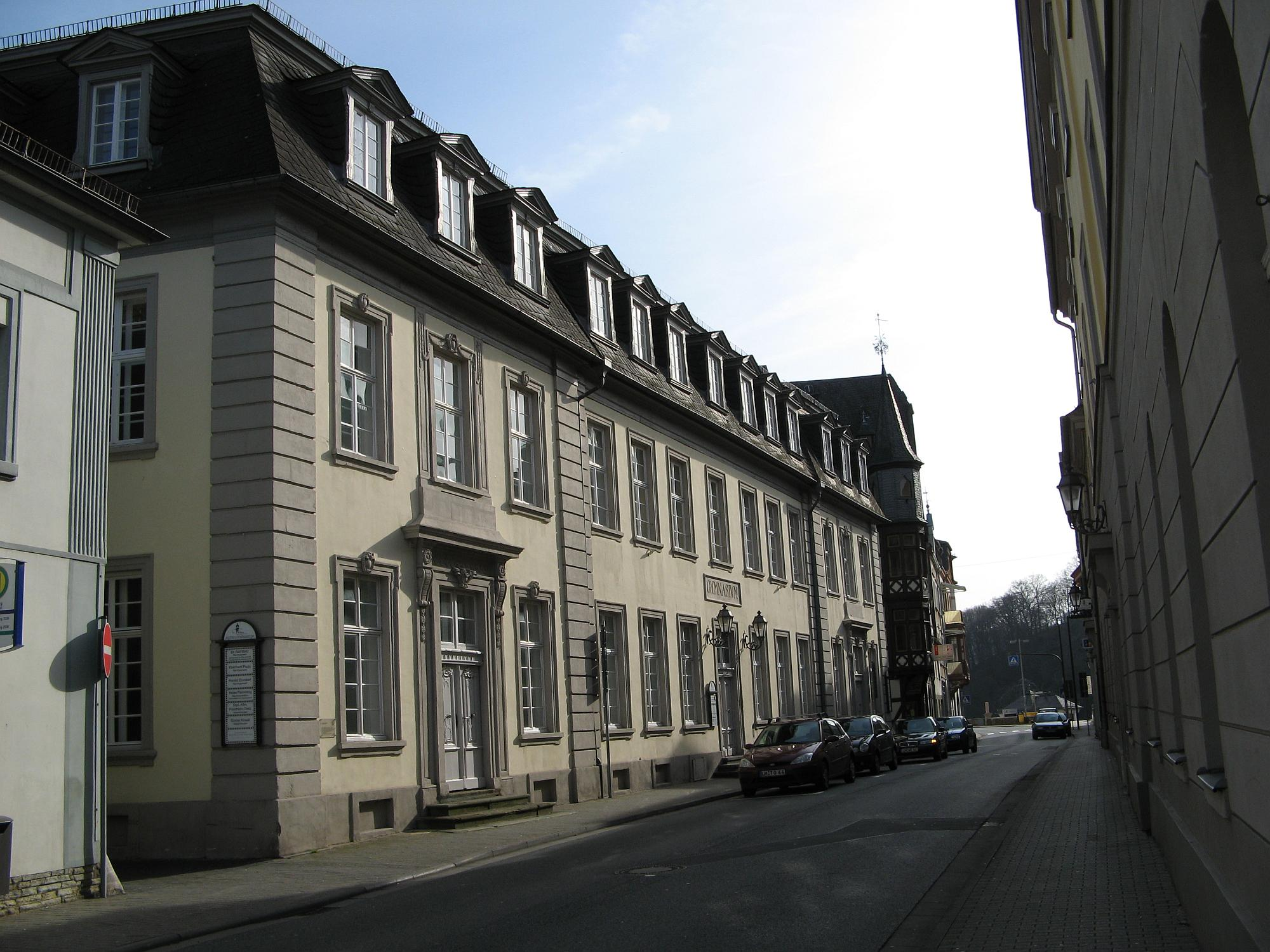
Das von Gunkel für das Gymnasium errichtete Gebäude

Das Gymnasium Philippinum Weilburg ist ein Gymnasium in Weilburg. Es ist eines der ältesten noch bestehenden Gymnasien in Hessen.

## Geschichte
1540 ursprünglich als Lateinschule gegründet, wurde die Einrichtung im Jahre 1764 zum Gymnasium Philippinum Weilburg erhoben. 1780 erfolgte der Umzug in das neu erstellte Schulgebäude in der Weilburger Innenstadt. Entworfen wurde das repräsentative Gebäude im Jahre 1776 durch Friedrich Ludwig Gunkel im Louis-seize-Stil.
Seinen Namen erhielt das Gymnasium Philippinum von Philipp III. von Nassau-Weilburg, den es aber erst seit 1950 offiziell trägt. In den 1920er Jahren wurden erstmals auch Mädchen an der Schule aufgenommen. Das Gebäude trägt mittlerweile den Namen altes Gymnasium und beherbergt seit 1967 die Kreis- und Stadtbücherei Weilburg und seit Ende 2016 die Weilburger Pflegefachschule.
Nachdem die Räumlichkeiten in der Weilburger Innenstadt für die Anforderungen eines modernen Schulbetriebes nicht mehr geeignet waren, wurde am Stadtrand in der Lessingstraße ein Neubau samt Sporthalle errichtet, der 1965 bezogen wurde. In den 1970er Jahren wurde ein zusätzlicher Pavillon errichtet, da auch das neue Gebäude zunehmend an Platzmangel litt. Der östlich des Philippinums Anfang der 1980er Jahre gebaute Neubau („Spielmannbau“), ursprünglich für die Christian-Spielmann-Grundschule vorgesehen, wurde dem Philippinum unmittelbar nach der Fertigstellung angegliedert. Seit 1982 waren die Jahrgänge 5 und 6 in die benachbarte Heinrich-von-Gagern-Schule ausgelagert. 1995 erfolgte der Abriss des Pavillons und der Bau eines zweigeschossigen Neubaus für die an die Gagernschule ausgelagerten Jahrgänge. Seit 2009 findet eine Komplettsanierung des Gebäudes und eine Erweiterung um ein Gebäude für die Naturwissenschaften und die Mensa statt.

## Arbeitsgemeinschaften und außerschulische Aktivitäten
Neben dem regulären Schulbetrieb gibt es noch eine Reihe außerschulischer Arbeitsgemeinschaften (AGs). Neben der Bio-AG, welche unter anderem eine Imkerei betreibt, gibt es beispielsweise die Homepage-AG oder das Philippinum-Orchester, das im Mai 2013 beim 2. Hessischen Schulorchesterwettbewerb den 2. Preis gewann.
Der Oberstufen- und Ehemaligenchor des Philippinums hatte neben drei Fernsehauftritten schon Aufführungen im regulären Programm am Konservatorium in Luxemburg.
Seit einigen Jahren besteht außerdem eine AG, die jährlich am Schulwettbewerb des Europäischen Jugendparlaments in Deutschland teilnimmt. 2014 war die Schule auch Gastgeberin für eine der Veranstaltungen des Jugendparlaments.

## Schulleiter
Siehe: 
- 1540–1542 Jost Syringus (Pfeifer)
- 1543–1559 Johann Jacob Charisius
- 1559–1562 Anton Moser
- 1568–1576 Konrad Heister

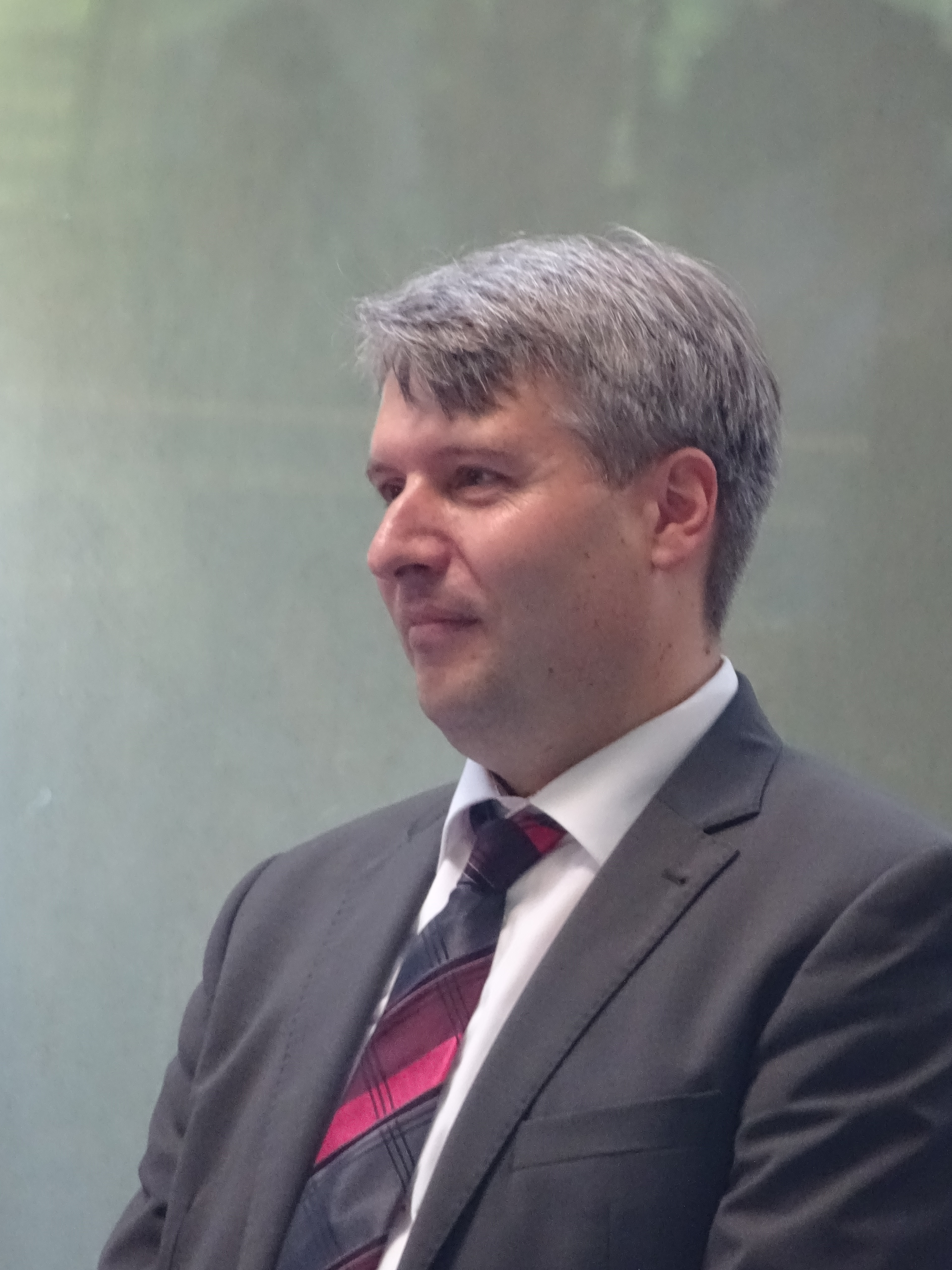
Schulleiter Stefan Ketter während einer Rede anlässlich der Abiturientenverabschiedung 2016

- 1576–1583 Johann Fabricius Lindanus
- 1588–1593 Michael Schweicker
- 1593–1596 Erasmus Ortlett
- 1595–1600 Konrad Flick
- 1600–1604 Erasmus Reinhardt
- 1607/8–1610 Heinrich Noll/Nold
- 1610–1611 (?) Philipp Stipp (oder Stapp)
- 1612–1621 Eberhard Hesperger (kein Rektor; mit Leitung beauftragt)
- 1621–1635 Johann Philipp Faber
- 1648–1650 Johann Reinhard Medicus
- 1650–1652/3 Konrad Slüter/Schlüter
- 1652/3–1655 Janusz Chyträus
- 1655–1656 Heinrich Christoph Kirchner
- 1657–1661 Johann Heinrich Wrexius (Wrex)
- 1661 Johann Kaspar Georgi
- 1661–1667 Johann David Hell
- 1667–1685 Johann Casimir Weinrich
- 1685–1714 Johann Nikolaus Schlosser
- 1714–1716 Johann Andreas Liebrich
- 1716–1720 Johann Friedrich Heß
- 1720–1737 Philipp Casimir Schlosser
- 1737–1760 Johann Friedrich Kramer
- 1761–1776 Johann Philipp Ostertag
- 1776–1816 Joh. Anton Philipp Schellenberg
- 1817–1828 Christian Wilhelm Snell
- 1828–1840 Friedrich Traugott Friedemann
- 1840–1858 Georg Wilhelm Metzler
- 1858–1875 Heinrich Ludwig Schmitt
- 1875–1892 Emanuel Bernhardt
- 1892–1910 Siegmund Paulus
- 1910–1913 Karl Euler
- 1913–1924 Albert Marxhausen
- 1924–1931 Paul Rüttgers
- 1931–1945 Friedrich Fenner
- 1945–1949 Hermann Schlitt
- 1949–1957 Heinrich Schwing
- 1957–1981 Ortwin Brodt
- 1982–2005 Hans-Helmut Hoos[5]
- 2005–2015 Dietrich Heese[6]
- 2015–2016 Renate Geil (kommissarisch)
- seit 2016 Stefan Ketter

## Personen

### Bekannte Lehrer
- Carl Christian Heubach (1769–1797), Pädagoge, Altphilologe, Lehrer am Weilburger Gymnasium ab 1791
- Johann Philipp Krebs, Konrektor ab 1800, Verfasser des Antibarbarus der lateinischen Sprache (1. Aufl. Ffm 1834; letzter Nachdruck [der 7. Auflage, bearb. v. J.H. Schmalz, Basel 1905] Darmstadt [Wiss. Buchgesellschaft] 1984)
- Friedrich Gottlieb Schulz, Konrektor ab 1843 (war auch Schüler; Abitur 1832), Abgeordneter der Deutschen Nationalversammlung
- Alfred Fleckeisen, 1846–1851 Kollaborator; Altphilologe, u. a. Herausgeber der Jahrbücher für Philologie („Fleckeisens Jahrbücher“, Plautus- und Terenz-Editionen)
- Heinrich Wilhelm Stoll, 1852–1884 am Weilburger Gymnasium, seit 1859 als Professor; Altphilologe, u. a. Beiträge zum „Roscher“ und Paulys Realencyclopädie der classischen Altertumswissenschaft; Bilder aus dem altrömischen Leben, Leipzig 1877, ND Leipzig 1983.
- Philipp Braun, 1884–1888, Altphilologe
- Wilfried Kuhn, 1957–1967, Mathematik- und Physiklehrer; danach Wissenschaftshistoriker und Physikdidaktiker, Professor an der Justus-Liebig-Universität Gießen
- Manuel Lösel (* 1965), später Schulleiter und Staatssekretär
- Carl Ludwig Kirschbaum, Konrektor ab 1841 (war auch Schüler; Abitur 1830), Entomologe, Professor der Biologie und Museumsdirektor
- Hans-Jürgen Irmer, 1980–1987, Politiker (CDU) und späteres Mitglied des 19. Deutschen Bundestages

### Bekannte Schüler
- Johann Philipp von Schönborn (1605–1673), Kurfürst und Erzbischof von Mainz, Bischof von Würzburg und Worms
- Wilhelm Jacob Wimpf (1767–1839), Weilburger Unternehmer und Pionier des Stampflehmbaus
- Friedrich von Gagern (1794–1848), General, Befehlshaber der Truppen des Deutschen Bundes
- Wilhelm Senfft (1795–1873), deutscher Pfarrer, Dekan und Abgeordneter (Abitur 1812)
- Heinrich von Gagern (1799–1880), im Vormärz liberaler deutscher Politiker, 1848 Präsident der Nationalversammlung und Reichsministerpräsident (Abitur 1814)
- Wilhelm Otto (1800–1871), Konsistorialrat und Landtagsabgeordneter (Abitur 1815)
- Friedrich Halbey (1797–1870), Amtmann, Geheimrat und Landtagsabgeordneter (Abitur 1818)
- Johannes Fitting (1800–1840), Gutsbesitzer und Politiker
- Friedrich Held (1801–1878), Amtmann und Landtagsabgeordneter (Abitur 1818)
- Wilhelm Gottlieb Magdeburg (1801–1875), Jurist und Politiker (Abitur 1818)
- Theodor Friedrich Knyn (1801–1877), Präsident des Obergerichts der Provinz Rheinhessen, Mitglied des Erfurter Unionsparlaments
- Hans Constantin von Zwierlein (1802–1863), Nassauischer Verwaltungsjurist und Abgeordneter (Abitur 1820)
- Friedrich Müller (1803–1876), Amtmann und Abgeordneter (Abitur 1821)
- Adolph Schenck (1803–1878), Pädagoge, Naturwissenschaftler, Entomologie (Abitur 1821)
- Ludwig Löw von und zu Steinfurth (1803–1868), Hochschullehrer, Nassauischer Richter und Abgeordneter (Abitur 1820)
- Ludwig Wenckenbach (1803–1854), Landtagsabgeordneter (Abitur 1822)
- August Hergenhahn (1804–1874), Staatsminister (Abitur 1822)
- Franz Ludwig von Preuschen von und zu Liebenstein (1804–1887), Landtagsabgeordneter und Richter (Abitur 1823)
- Ludwig Heydenreich (1805–1885), Mediziner und Politiker, Abgeordneter im Erfurter Unionsparlament, Mitglied der Ständeversammlung der Landstände des Herzogtums Nassau (Schulzeit 1819–1822)
- Christian Vonhausen (1806–1876), Amtmann und Abgeordneter (Abitur 1826)
- August von Bibra (1808–1894), Landtagsabgeordneter, Kammerpräsident
- Wilhelm Dilthey (1810–1862), nassauischer Amtmann (Abitur 1828)
- Ernst Wenckenbach (1811–1876), Landtagsabgeordneter (Abitur 1833)
- Karl Schapper (1812–1870), einer der bedeutendsten deutschen Arbeiterführer des Vormärz (Abitur 1831)
- Eduard Karl Braun (1813–1862), Badearzt in Wiesbaden
- Friedrich Gottlieb Schulz (1813–1867), Lehrer und Mitglied der Frankfurter Nationalversammlung
- Victor von Eck (1813–1893), Landtagsabgeordneter (Abitur 1831)
- Aloys Henninger (1814–1862), Lehrer, nassauischer Schriftsteller (Abitur 1836)
- August Spieß (1815–1893), Heimatforscher (Abitur 1834)
- Carl Hehner (1816–1869), nassauischer Abgeordneter (Abitur 1834)
- Carl Großmann (1816–1889), Politiker und Staatsanwalt (Abitur 1836)
- August von Bibra (1818–1878), Oberforstmeister und Landtagsabgeordneter (Abitur 1838)
- Hubert Hilf (1820–1909), deutscher Unternehmer und Politiker, Mitglied des Reichstages (Abitur 1838)
- Emil Haupt (1819–1866), nassauischer Arzt und Politiker (Abitur 1839)
- Karl Braun (1822–1893), Jurist, politischer Schriftsteller, Abgeordneter und Präsident der II. Kammer des nassauischen Landtags, Mitbegründer der Nationalliberalen Partei (Abitur 1840)
- Wilhelm Heinrich Riehl (1823–1897), Kulturhistoriker und Schriftsteller (Abitur 1841)
- Eduard Wissmann (1824–1899), Politiker und Schriftsteller, Mitglied des Preußischen Abgeordnetenhauses (Abitur 1845)
- Julius Oppermann (1825–1880), Redakteur (Abitur 1843)
- Wilhelm Petri (1826–1897), Richter und Abgeordneter im Herzogtum Nassau
- Friedrich Schenck (1827–1900), Politiker und Genossenschaftsfunktionär, Mitglied des Reichstages und des Preußischen Abgeordnetenhauses (Abitur 1846)
- Christian Schlichter (1828–1883), Erster Bürgermeister von Wiesbaden (Abitur 1847)
- Wilhelm Lanz (1829–1882), Erster Bürgermeister von Wiesbaden (Abitur 1847)
- Heinrich Cramer (1831–1893), Psychiater (Abitur 1851)
- Hermann Usener (1834–1905), Geheimrat, Professor der Philologie in Bonn; Altphilologe und Religionswissenschaftler (Abitur 1853)
- Max von Dungern (1838–1894), Beamter (Abitur 1858)
- August Ammann (1839–1910), Schriftsteller und Dichter, Gymnasiallehrer (Abitur 1859)
- August Fuchs (1839–1904), Pfarrer und Lepidopterologe (Abitur 1859)
- Rudolf Haas (1843–1916), Hüttenbesitzer (Neuhoffnungshütte), Geheimer Kommerzienrat (Schüler um 1857–1863)
- Adolf von Hecker (1852–1924), Generalstabsarzt, Sanitätsinspekteur der Preußischen Armee
- Wilhelm Müller (1855–1937), Mediziner, Ordinarius in Rostock (Abitur 1873)
- Albert Erbe (1868–1922), Architekt
- Wilhelm Woell (1871–1926), Mitglied des Nassauischen Kommunallandtags, Landeshauptmann des Regierungsbezirks Wiesbaden
- Oscar A. H. Schmitz (1873–1931), Schriftsteller (Abitur 1892)
- Theodor Kramer (1876–1921), Verwaltungsjurist in Preußen
- Hans Moral (1885–1933), Zahnmediziner, Professor in Rostock; Wegbereiter der lokalen Anästhesie (Abitur 1905)
- Arnold Schuster (1890–1969), Verwaltungsjurist und Politiker (Abitur 1910)
- Helmut Hild (1921–1999), evangelischer Theologe, Kirchenpräsident der Evangelischen Kirche in Hessen und Nassau (Abitur 1938)
- Thomas Valentin (1922–1980), Schriftsteller (Schulbesuch 1932–1936)
- Heinrich Pfeiffer (1927–2016), Generalsekretär der Alexander-von-Humboldt-Stiftung (Abitur 1944)
- Ulrike Meinhof (1934–1976) – Journalistin und Gründungsmitglied der Terrororganisation Rote Armee Fraktion (Abitur 1955)
- Werner Nahm (* 1949), mathematischer und theoretischer Physiker (Abitur 1966)
- Rüdiger Weingarten, Linguist und Sprachdidaktiker in Bielefeld (Abitur 1974)
- Eric Hysteric (1956–2016), Musiker, Produzent, Labelbesitzer (Abitur 1976)
- Antje Schrupp (* 1964), Journalistin, Politikwissenschaftlerin und Philosophin (Abitur 1983)
- Ben Streubel (* 1970), Hörfunkmoderator (Abitur 1989)
- Dorkas Kiefer (* 1972), Schauspielerin (Abitur 1992)
- Vinzenz Kiefer (* 1979), Schauspieler (Abitur 1999)
- Jan Lüke (* 1989), Ruderer (Abitur 2008)

## Schriften
- Programm des Königlichen Gymnasiums zu Weilburg : für d. Schuljahr ..., 1867–1872, 1874, 1883–1906 Digitalisat
- Emanuel Bernhardt: Zur Geschichte des Gymnasiums zu Weilburg in den letzten 50 Jahren : Festschrift zur Feier des 350jährigen Bestehens der Anstalt am 14. August 1890 Wiesbaden : Ritter, 1890 Digitalisat
- Emanuel Bernhardt: Bericht über die Feier des 350jährigen Bestehens der Anstalt, 1891 Digitalisat
- Ferdinand Heymach: Geschichte des Weilburger Gymnasiums : 1540 - 1817, Weilburg : Cramer, 1898 Digitalisat
- Jahresbericht über das Königliche Gymnasium zu Weilburg : Ostern ..., 1907–1913, 1915 Digitalisat